# 바트만주

바트만주의 위치

바트만주(튀르키예어: Batman ili)는 튀르키예 남동부에 위치한 주로, 동남아나톨리아 지역에 속한다. 주도는 바트만이며 면적은 4,649km2, 인구는 518,020명(2006년 기준), 자동차 번호는 72번, 시외전화 지역번호는 0488번이다. 쿠르드족이 다수를 차지하며 11개 군을 관할한다.
주의 주요 산업은 석유 산업과 석유화학 공업이며 이스켄데룬까지를 연결하는 송유관(길이 494km)이 지나간다. 주의 주요 농산물은 목화이다.

## 같이 보기
- 야지디